# Zweigbahn Schöneweide–Spindlersfeld
| Streckennummer (DB): | 6143                        |                                                 |                                                 |
| Kursbuchstrecke (DB): | 200.47                      |                                                 |                                                 |
| Kursbuchstrecke: | 98a, 98c (1934) 100c (1946) |                                                 |                                                 |
| Streckenlänge: | 4,1 km                      |                                                 |                                                 |
| Spurweite: | 1435 mm (Normalspur)        |                                                 |                                                 |
| Stromsystem: | ab 1929: 750 V =            |                                                 |                                                 |
| Stromsystem: | 1903–1906: 6 kV 25 Hz ~     |                                                 |                                                 |
| |                             |                                                 |                                                 |
| \| \| \| von Berlin Görlitzer Bf und von Berlin Ostkreuz \| \| \| \| −0,085 \| Berlin-Schöneweide \| Berlin-Schöneweide \| \| \| \| nach Görlitz \| \| \| \| \| nach Königs Wusterhausen (S-Bahn) \| \| \| \| \| \| \| \| \| 0,974 \| Berlin-Schöneweide Ost (Bft) \| Berlin-Schöneweide Ost (Bft) \| \| \| \| nach Berlin-Schöneweide Hauptwerkstatt \| \| \| \| 2,203 \| Berlin Oberspree (ehem. Bf) \| Berlin Oberspree (ehem. Bf) \| \| \| \| Außenring \| \| \| \| \| Werksanschluss W. Spindler \| \| \| \| 4,043 \| Berlin-Spindlersfeld (ehem. Bf) \| Berlin-Spindlersfeld (ehem. Bf) \| \| \| \| \| \| \| Quellen: [1] \| \| \| \| |                             |                                                 |                                                 |
| Strecke · Strecke |                             | von Berlin Görlitzer Bf und von Berlin Ostkreuz | von Berlin Görlitzer Bf und von Berlin Ostkreuz |
| Bahnhof · S-Bahnhof | −0,085                      | Berlin-Schöneweide                              | Berlin-Schöneweide                              |
| Abzweig ehemals geradeaus und nach rechts · Strecke |                             | nach Görlitz                                    | nach Görlitz                                    |
| Kreuzung geradeaus oben (Strecke geradeaus außer Betrieb) · Abzweig geradeaus und nach rechts |                             | nach Königs Wusterhausen (S-Bahn)               | nach Königs Wusterhausen (S-Bahn)               |
| Verschwenkung nach links (Strecke außer Betrieb) · Verschwenkung nach rechts |                             |                                                 |                                                 |
| Dienststation / Betriebs- oder Güterbahnhof | 0,974                       | Berlin-Schöneweide Ost (Bft)                    | Berlin-Schöneweide Ost (Bft)                    |
| Abzweig geradeaus und nach rechts |                             | nach Berlin-Schöneweide Hauptwerkstatt          | nach Berlin-Schöneweide Hauptwerkstatt          |
| S-Bahn-Halt | 2,203                       | Berlin Oberspree (ehem. Bf)                     | Berlin Oberspree (ehem. Bf)                     |
| Kreuzung geradeaus unten |                             | Außenring                                       | Außenring                                       |
| Abzweig geradeaus und ehemals nach links |                             | Werksanschluss W. Spindler                      | Werksanschluss W. Spindler                      |
| S-Bahn-Halt Streckenende | 4,043                       | Berlin-Spindlersfeld (ehem. Bf)                 | Berlin-Spindlersfeld (ehem. Bf)                 |
| |                             |                                                 |                                                 |
| Quellen: |                             |                                                 |                                                 |

Die Zweigbahn Schöneweide–Spindlersfeld ist eine ausschließlich durch Berliner Gebiet verlaufende eingleisige Hauptbahn. Die etwa vier Kilometer lange Strecke besitzt neben dem Abzweigbahnhof Berlin-Schöneweide zwei weitere Stationen und wird von der Berliner S-Bahn im 20-Minuten-Takt bedient.

## Verlauf

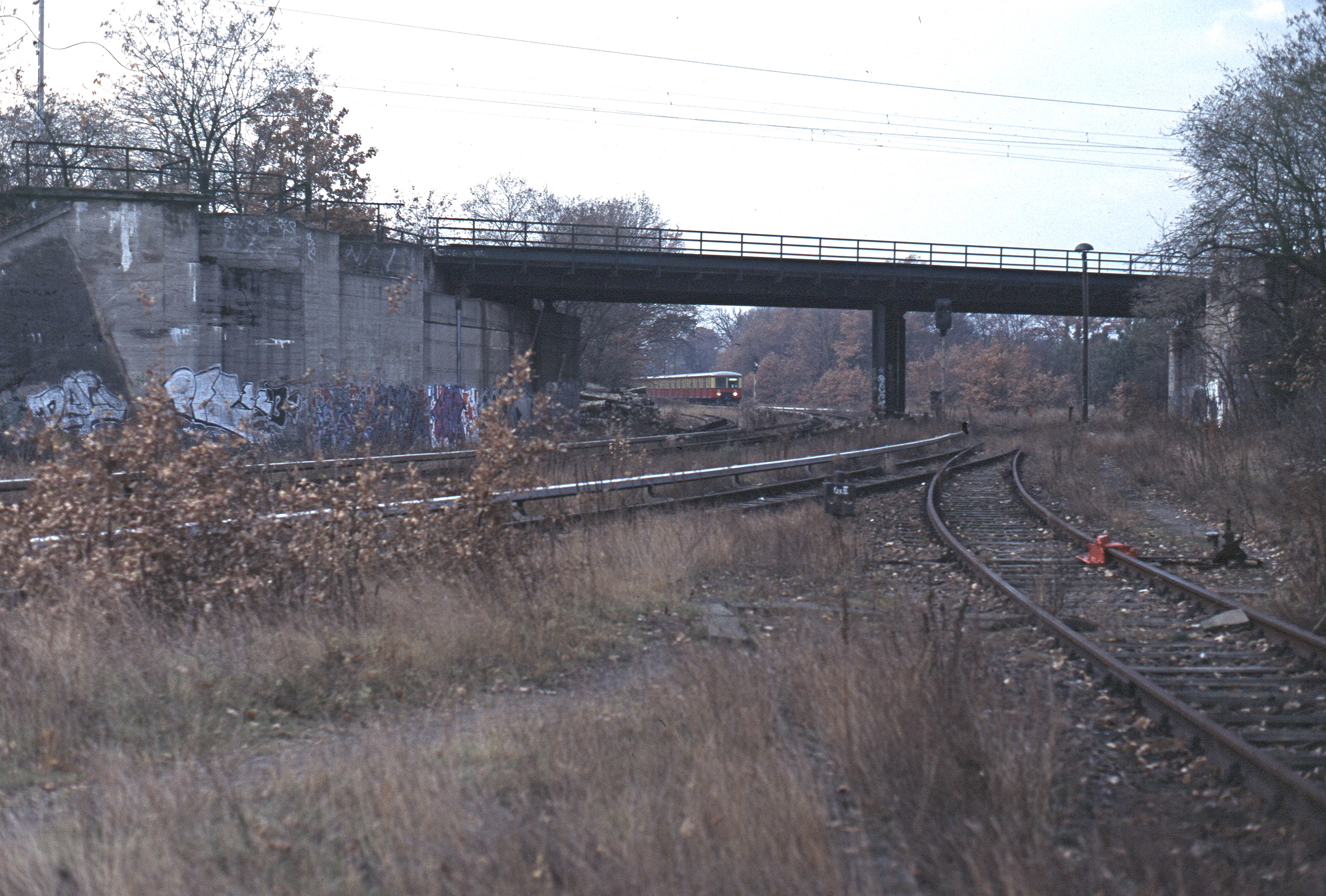
Unterquerung des Außenrings, im Hintergrund ein Zug der Baureihe 476, 1997

Die Strecke beginnt am Bahnhof Schöneweide (ehem. Niederschöneweide-Johannisthal), fädelt aus den Vorortgleisen der Görlitzer Bahn aus und wendet sich nach Osten. Kurz nach der Überführung über das Adlergestell, das hier beginnt, zweigt der Anschluss zum ehemaligen Reichsbahnausbesserungswerk Berlin-Schöneweide, der heutigen Hauptwerkstatt der Berliner S-Bahn, ab. Die Strecke fällt weiter auf Geländeniveau. Hinter dem Bahnübergang Oberspreestraße befindet sich der Haltepunkt Oberspree. Kurz hinter diesem Haltepunkt biegt die Strecke leicht rechts ab und führt knapp einen Kilometer weiter geradeaus. Nach einer weiteren Rechtskurve folgen kurz danach die Unterführung des Außenrings und anschließend der Endbahnhof Spindlersfeld.

## Geschichte

### Inbetriebnahme

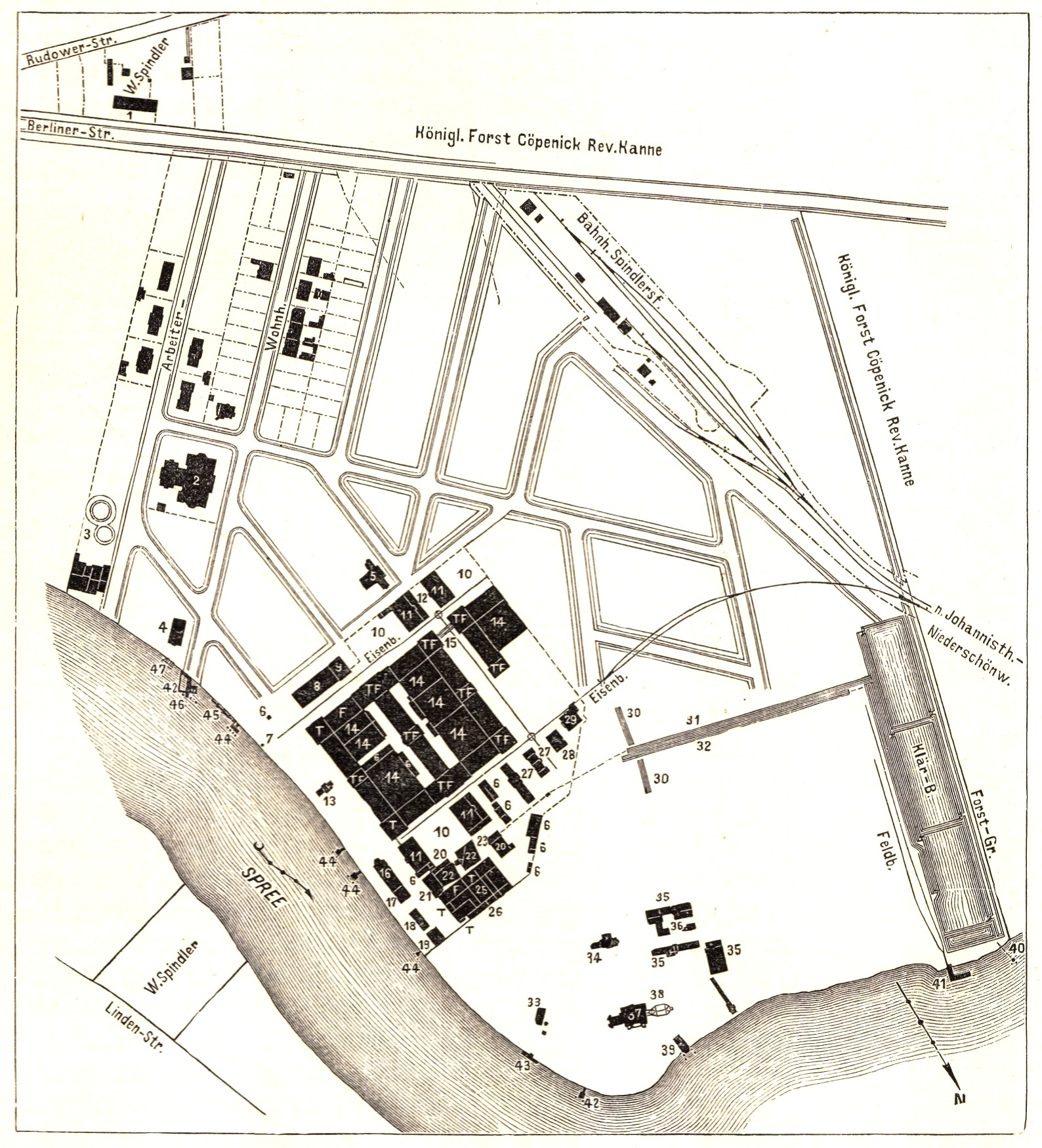
Lage der Fabrik und des Bahnhofs Spindlersfeld (oben rechts), um 1896

Die größtenteils eingleisige Strecke mitsamt beider Bahnhöfe wurde am 1. April 1892 für den Personenverkehr freigegeben. Seit dem 15. November 1891 diente sie bereits dem Güterverkehr von und zur Fabrik der Firma W. Spindler, nach der auch das gesamte umliegende Areal benannt ist. Neben der Zulieferfunktion für wichtige Güter, vor allem Steinkohle, diente die Strecke auch den Arbeitern als Zubringer, ähnlich der Ende der 1920er Jahre erbauten Siemensbahn. Der Bau wurde von den Söhnen des Firmengründers, den Brüdern William und Carl Spindler, maßgeblich forciert und finanziell unterstützt.

### Elektrischer Versuchsbetrieb 1903–1906

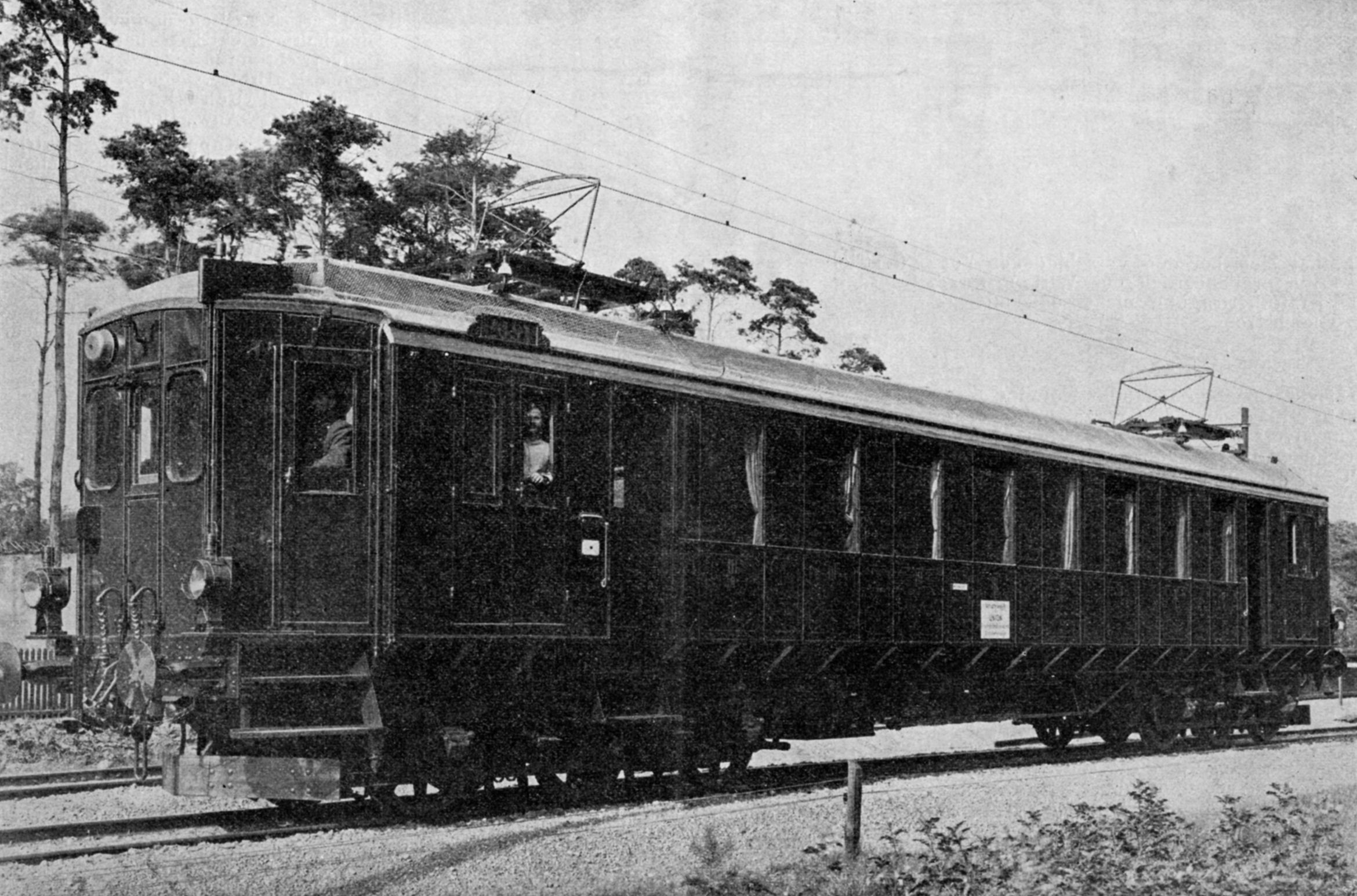
Versuchstriebwagen für die Fahrten zwischen Schöneweide und Spindlersfeld der UEG/AEG, 1903

Versuchszug mit zwei Triebwagen und drei eingestellten Personenwagen, um 1905

Ab dem 15. August 1903 wurde auf der Strecke ein elektrischer Versuchsbetrieb mit Oberleitung und niederfrequentem Wechselstrom (6 kV 25 Hz) durch die Union-Elektricitäts-Gesellschaft (UEG), die im folgenden Jahr mit der AEG fusionierte, aufgenommen. Vorausgegangen war die Erkenntnis, dass bei niedrigerer Frequenz die Funkenbildung am Kommutator des Motors abnimmt. Dies führte zur Entwicklung des Winter-Eichberg-Motors als erstem brauchbaren Motor für niederfrequenten Einphasen-Wechselstrom. Nachdem der Motor auf dem Werkgelände der UEG erfolgreich getestet wurde, suchten die Entwickler nach einer geeigneten Strecke für den Praxiseinsatz. Die preußische Staatsbahn stellte die Zweigbahn für die Versuchsfahrten zur Verfügung. Der Verkehr war zu dieser Zeit vergleichsweise gering; Spitzen gab es vor allem während des Berufsverkehrs. Zudem konnten die Triebwagen im Falle einer Havarie schnell aus Schöneweide abgeschleppt werden.
Die Oberleitung bestand aus zwei Tragseilen, die isoliert an den Masten befestigt waren. An diesen war der Fahrdraht im Abstand von drei Metern aufgehängt. Durch die Konstruktion war gegenüber einer Einfachfahrleitung eine höhere Kontaktsicherheit gegeben, was Voraussetzung für die angestrebten Geschwindigkeiten von 60 km/h war. Zudem wurde durch die Aufhängung gewährleistet, dass bei einem Fahrdrahtabriss dieser minimal zweieinhalb Meter über dem Boden hängenbliebe. Der Fahrstrom wurde aus der Zentrale (damals übliche Bezeichnung für das Kraftwerk Oberspree) der Berliner Elektrizitätswerke in Niederschöneweide bezogen; es musste lediglich ein Schalthaus neuerrichtet werden.
Für den Betrieb stand zunächst ein Triebwagen zur Verfügung; bis Februar 1904 kamen ein weiterer baugleicher Triebwagen und drei Vorortwagen auf der Strecke zum Einsatz. Die beiden Triebwagen mit den Betriebsnummern 2051 Berlin und 2052 Berlin waren ursprünglich für den Einsatz auf der Lokalbahn Murnau – Oberammergau vorgesehen, konnten dort aber infolge der Insolvenz des Herstellers der elektrischen Ausrüstung nicht abgenommen werden. Die Triebwagen verkehrten bis zum 3. Juli 1904 ausschließlich zwischen den weiterhin eingesetzten dampfbetriebenen Vorortzügen. Ab dem 4. Juli 1904 wurden die Fahrzeuge für den öffentlichen Verkehr freigegeben. Im Berufsverkehr wurden die Fahrten durch zusätzliche Dampfzüge verstärkt. Die Fahrzeiten wurden nicht verkürzt, da im Falle einer Havarie nach wie vor Dampfzüge aushelfen mussten.
Zeitgleich zu den Versuchen auf der Spindlersfelder Strecke erfolgten durch die AEG und Siemens & Halske, die sich in der Studiengesellschaft für Elektrische Schnellbahnen zusammengeschlossen hatten, Versuchsfahrten mit Drehstrom auf der Militärbahn zwischen Marienfelde und Zossen.
Bereits 1904 fällte die preußische Staatsbahn die Entscheidung, den Einphasen-Wechselstrom auf einem größeren Netz unter härteren Bedingungen zu testen. Die Wahl fiel auf die Hamburg-Altonaer Stadt- und Vorortbahn. Für den Einsatz ließ die AEG 1905 zwei kurzgekuppelte Triebwagen bauen und im Eisenbahn-Ausbesserungswerk Tempelhof ausrüsten. Die Wagen waren anschließend auf der Zweigbahn im Einsatz. Am 1. März 1906 endete der Versuchsbetrieb nach rund drei Jahren, um Baufreiheit für die Höherlegung der Görlitzer Bahn zu schaffen. Obwohl nur zeitlich begrenzt, war der elektrische Versuchsbetrieb zwischen Niederschöneweide-Johannisthal und Spindlersfeld ein wichtiger Baustein auf dem Weg vom damaligen Gleichstromsystem mit relativ niedriger Spannung zur heute bevorzugten Verwendung des hochgespannten Einphasenwechselstromes.
Durch die Höherlegung der Görlitzer Bahn musste der alte Vorortbahnsteig im Bahnhof Schöneweide, an dem die elektrischen Züge bislang abgefertigt wurden, weichen. Zudem war der Neubau der Strecke bei gleichzeitiger Höherlegung bis kurz vor Oberspree erforderlich. Die Bahnübergänge über das Adlergestell und die Hartriegelstraße wurden durch Überführungen ersetzt.

### Aufnahme ins Berliner S-Bahn-Netz
Am 1. Februar 1929 begann der zweite elektrische Betrieb, diesmal erfolgte er über eine seitliche, von unten bestrichene Stromschiene und 750 V Gleichstrom, das Stromsystem der Berliner S-Bahn. Die Züge liefen im Berufsverkehr als Zuggruppe F „Friedrich“ über den Nordring und die Stadtbahn bis nach Friedrichshagen. Zuvor ging am 15. Oktober 1927 ein weiterer Anschluss zum neugebauten Reichsbahnausbesserungswerk Berlin-Schöneweide in Betrieb.
In den Germania-Planungen der Nationalsozialisten war der durchgehend zweigleisige Ausbau der Zweigbahn vorgesehen. Der S-Bahnsteig sollte an den neugebauten Güteraußenring verlegt werden, wo ein bahnsteiggleicher Umstieg zu einer möglichen Außenring-S-Bahn vorbereitet worden wäre.

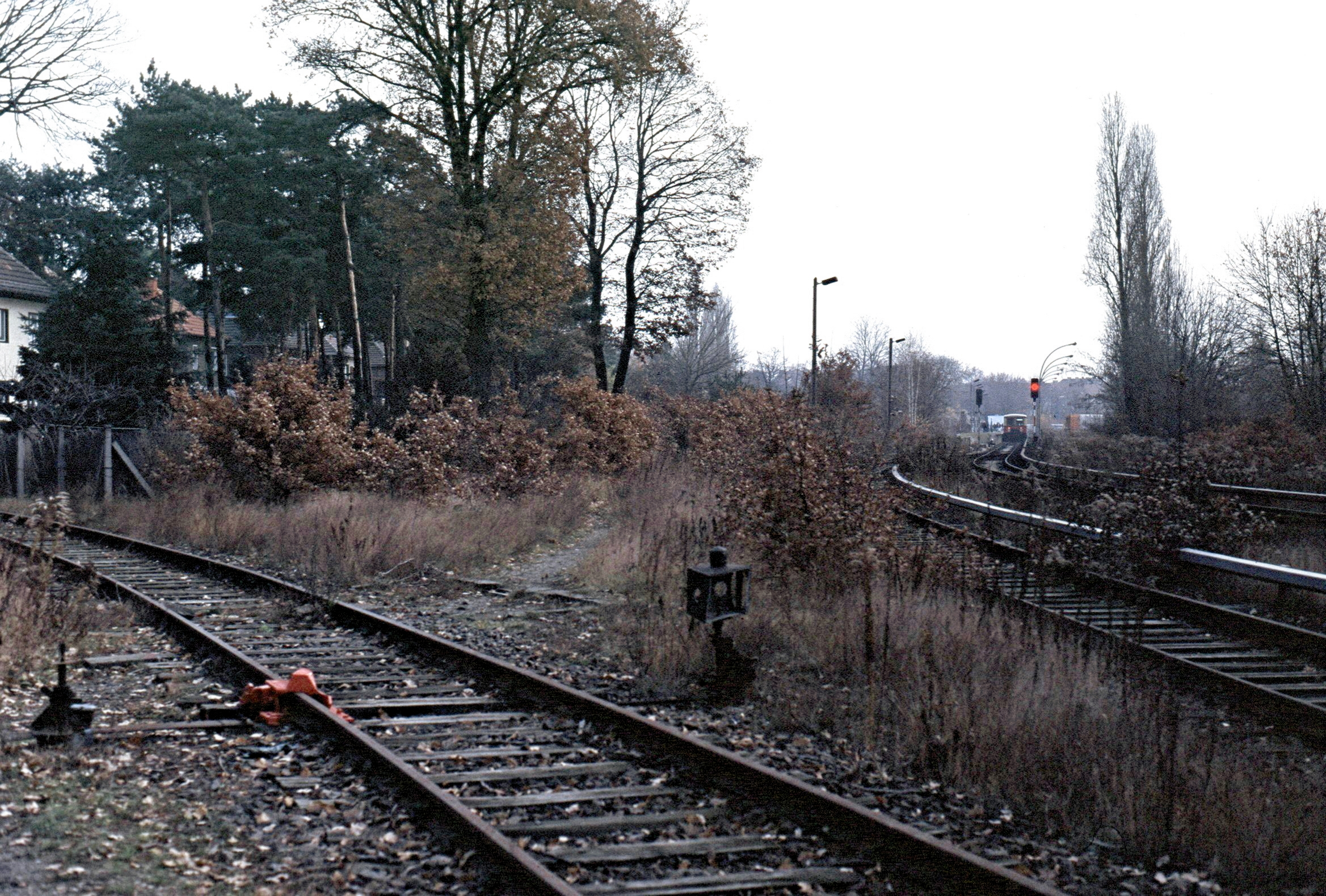
Der ehemalige Abzweig zur Spindlerfabrik ist heute ein Fuß- und Radweg, 1997

### Nachkriegszeit
Im Zweiten Weltkrieg wurde die Strecke nur leicht beschädigt und nahm bereits nach einem Vierteljahr noch 1945 den Betrieb wieder auf. Am 15. Dezember desselben Jahres ereignete sich auf der Strecke auch der erste Unfall der Berliner S-Bahn nach Kriegsende. Auf der eingleisigen Brücke über dem Adlergestell stießen ein Nahgüterzug und eine S-Bahn frontal zusammen. Zwei S-Bahn-Wagen sowie die Lokomotive und drei Wagen des Güterzuges entgleisten, es gab vier Tote und mehrere Schwerverletzte. Der Fahrdienstleiter, der für den Abschnitt zuständig war und dessen menschliches Versagen den Unfall verursacht hatte, wurde daraufhin von der sowjetischen Administration zum Tode verurteilt. Sein weiteres Schicksal nach der Urteilsverkündung ist jedoch unklar.
Ab 1952 verkehrten die Züge wieder über Schöneweide hinaus: Sie gingen als Zuggruppe N „Nordpol“ über den Nordring nach Spandau West. 1956/1957 wurde die Überführung über das Adlergestell neugebaut. Grund war der Ausbau der Straße auf zwei Richtungsbahnen. Der Neubau wurde in Stahlbauweise erstellt, die Strecke selbst wurde bis zum Anschluss an das Raw Schöneweide zweigleisig ausgebaut. Züge von und zum Reichsbahnausbesserungswerk beziehungsweise nach Spindlersfeld können sich so nicht mehr gegenseitig den Fahrweg blockieren, ebenso wurden nun Vorfälle wie der vom Dezember 1945 umgangen.
Nach dem Bau der Berliner Mauer im Jahr 1961 änderten sich wieder die Anbindungen von und nach Spindlersfeld. Die Zuggruppe wurde zunächst bis Schönhauser Allee zurückgezogen, nach der Fertigstellung eines eigenen Gleispaars für die Kurve nach Pankow wurde sie bis nach Blankenburg verlängert.

### Der „Mini-Otto“
Ab dem 31. Januar 1976 verkehrte auf der Strecke der sogenannte „Mini-Otto“. Die Bezeichnung setzte sich aus der Länge des eingesetzten Zuges, einem Viertelzug, also „Mini“, sowie dem Funkrufnamen der Zuggruppe O „Otto“, zusammen. Die Zuggruppenbezeichnung wurde geändert, da der West-Berliner Abschnitt der alten Zuggruppe weiter als „Nordpol“ fuhr. Um Verwechslungen zu vermeiden, gab die Deutsche Reichsbahn dem Ost-Berliner Pendant kurzerhand eine neue Bezeichnung.
Normalerweise kamen bei der Berliner S-Bahn mindestens Halbzüge (zum Beispiel ET+EB+EB+ET) zum Einsatz; die DR hatte bis zum Kriegsende alle ehemaligen Steuerwagen (ES) zu Beiwagen (EB) umbauen lassen. Die Materialien aus den ehemaligen Führerständen dienten als Ersatz für die anderen Triebwagen (ET). Nach 1945 ließ die DR allerdings wieder einige Einheiten zu Steuervierteln (ET+ES) zurückbauen, und zusätzlich übernahm sie 1952 acht Viertelzüge (ET+ES) von der Werkbahn der Heeresversuchsanstalt Peenemünde. In Berlin wurden diese als Peenemünder Viertel bezeichnet.
Ausschlaggebend für den Einsatz mit einem Viertelzug war die zunehmende Bevölkerung in den nördlichen Berliner Ortsteilen, allen voran in Buch. Um der wachsenden Bevölkerung entgegenzukommen, richtete die DR das zweite Gleis im Bahnhof Karow, das nach 1945 als Reparationsleistung in die Sowjetunion ging, wieder her, um einen 10-Minuten-Takt auf der Strecke fahren zu können. Die neue Zuggruppe, die zwischen Buch und Alexanderplatz fuhr, erhielt den Namen „Ludwig“. Die Zuggruppe „Otto“ verkehrte nun werktags zwischen Blankenburg und Spindlersfeld.
Am Wochenende endete „Ludwig“ dagegen von Buch kommend in Schöneweide, während „Otto“ zwischen Schöneweide und Spindlersfeld pendelte. Bis zur Aufnahme des 10-Minuten-Taktes, der auch am Wochenende galt, verkehrten die Züge durchgehend von Buch bis Spindlersfeld, wobei in Schöneweide die Zuggruppenbezeichnung wechselte. Nun ergaben sich durch den neuen Takt allerdings ungünstige Ankunfts- und Abfahrzeiten in Richtung Spindlersfeld. Die Umläufe wurden daher wieder getrennt, und die Zweigbahn wurde mit zwei eigenen Umläufen bedient. Da der Verkehr auf der Strecke recht spärlich war, reichte der Einsatz von Viertelzügen vollkommen aus. So kam der „Mini-Otto“ in Form von zwei Peenemünder Vierteln zum Einsatz. Im Falle eines größeren Fahrgastaufkommens beziehungsweise des Ausfalls einer der beiden Züge kamen Halbzüge aus dem Bw Grünau zum Einsatz. Der Einsatz des „Mini-Ottos“ endete nach über zehn Jahren am 31. Mai 1986.

### Nach der Wende

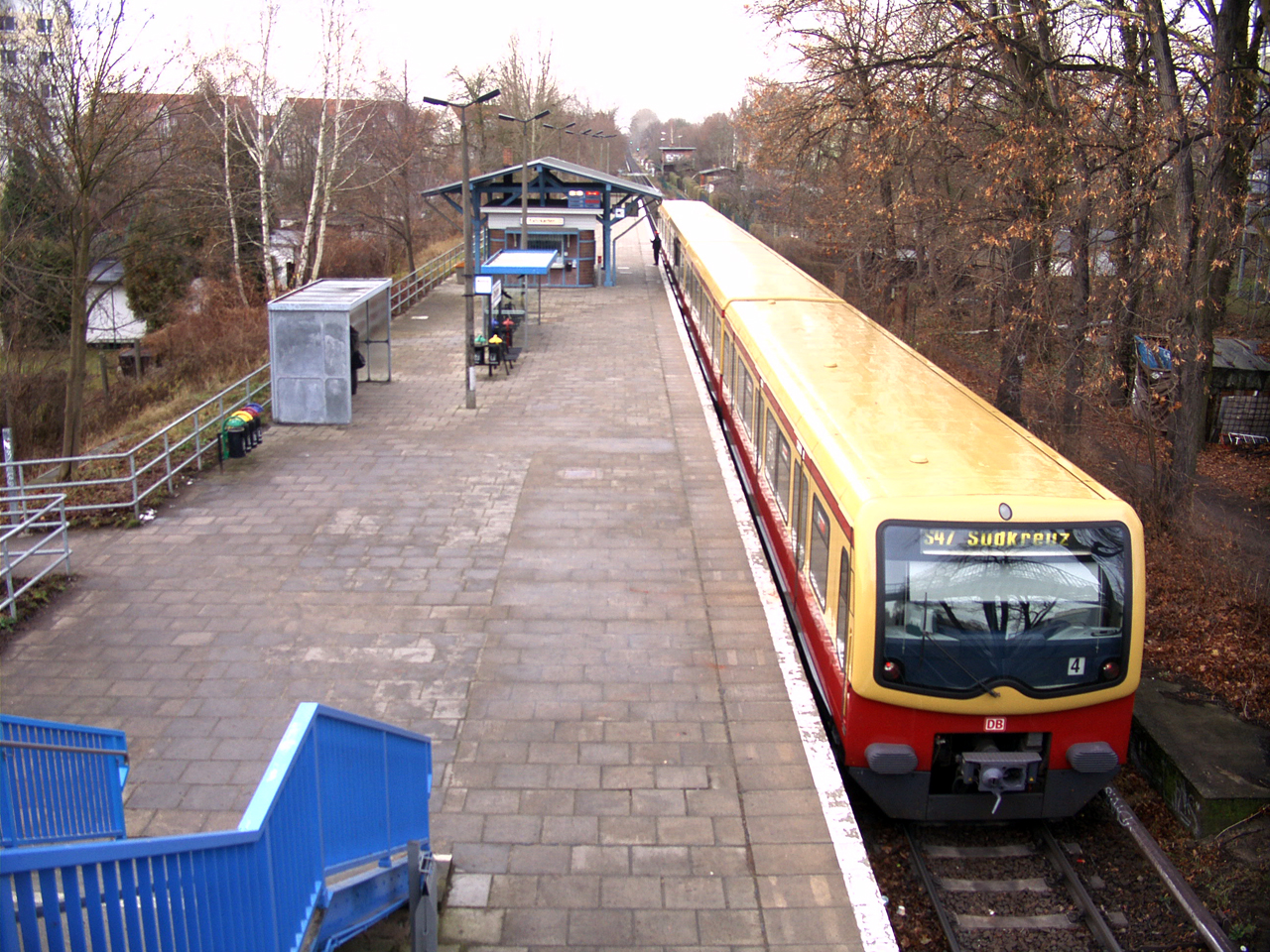
Bahnhof Oberspree, die Bahnsteigkante im linken Bildrand verdeutlicht die Lage des ehemaligen zweiten Gleises, 2006

Noch bis Mitte der 1990er Jahre verkehrten Güterzüge bis nach Spindlersfeld. Danach wurden sowohl die nötigen Anlagen als auch das Anschlussgleis in Schöneweide abgetragen. Das Anschlussgleis zur ehemaligen Wäscherei W. Spindler wurde dagegen in einen Radweg umgestaltet.
Die S-Bahn-Brücke über die Rudower Straße/Hartriegelstraße ist die letzte Brücke mit Hartungschen Säulen in Berlin, die weiterhin (Stand: Juni 2012) noch befahren wird. Im Jahr 1992 erhielten die Brücke und die Säulen einen neuen Anstrich. Die gusseisernen Pendelstützen wurden mit einem kräftigen Anfahrschutz gegen den Straßenverkehr gesichert. Bei diesen Säulen sind die Kapitellblenden nicht mehr vorhanden.
Derzeit wird die Strecke durch die S-Bahn-Linie S47 von Hermannstraße aus bedient. Nach den Plänen des Berliner Senats und der S-Bahn von 2003 soll sie durchgehend zweigleisig ausgebaut werden, um einen 10-Minuten-Takt fahren zu können. Dem gegenüber stehen der Rückbau von Spindlersfeld zu einem Haltepunkt und die Einrichtung eines Stichstreckenblocks von Schöneweide aus. Dadurch kann immer nur ein Zug die Strecke befahren.

## Bahnhöfe

### Oberspree

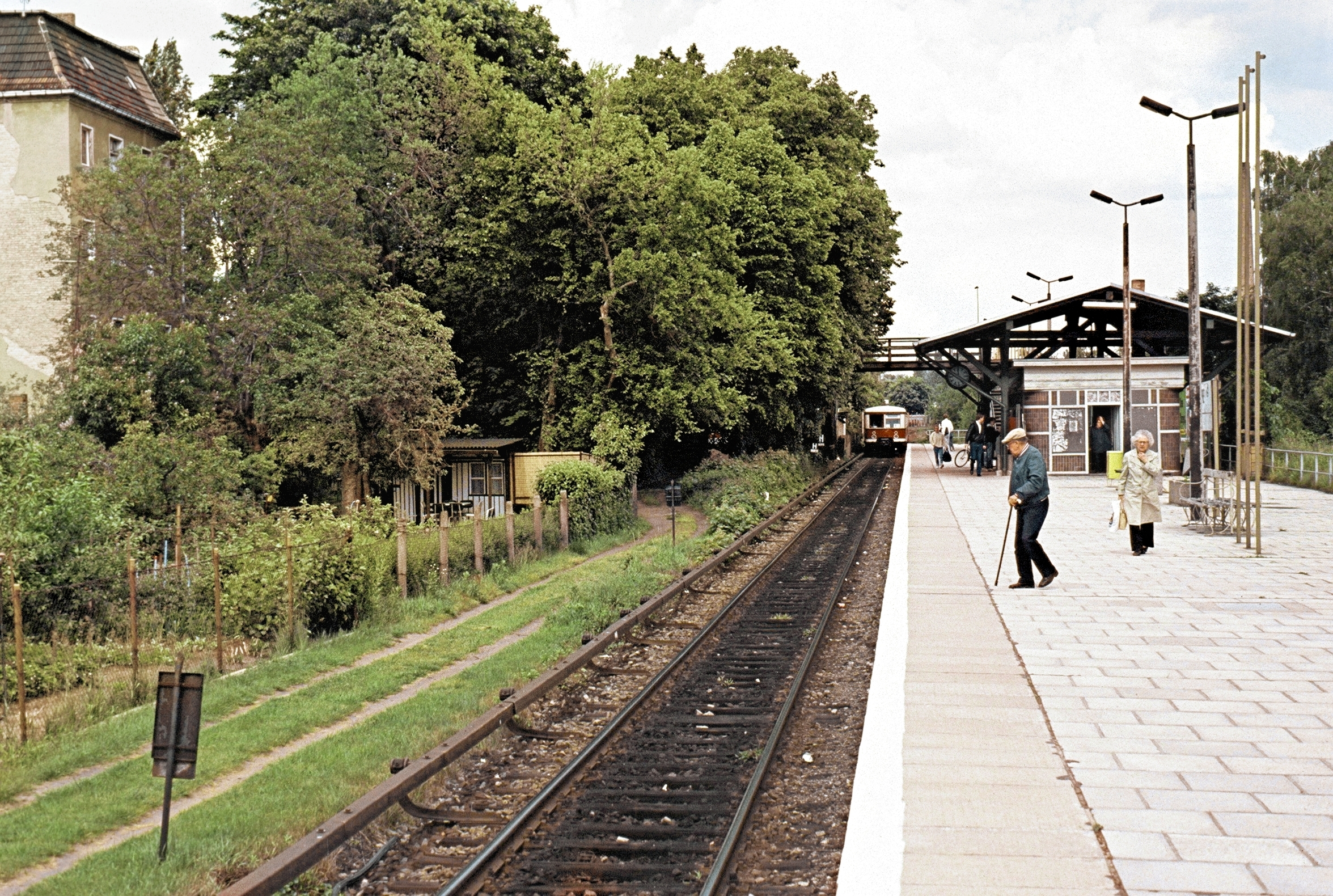
Bahnhof Oberspree mit aus Spindlersfeld einfahrendem Zug, 1991

Der Bahnhof Oberspree befindet sich etwa auf halber Länge der Strecke, wo die Oberspreestraße die Gleise kreuzt. Er wurde mit der Aufnahme des Personenverkehrs am 1. April 1892 eröffnet. Der Bahnhof hatte anfangs neben dem durchgehenden Hauptgleis auch ein Kreuzungsgleis mit einem dazwischen liegenden Mittelbahnsteig. Das Empfangsgebäude befand sich am Bruno-Bürgel-Weg (bis 1951 Sedanstraße), der parallel zur Trasse verläuft. Der Fahrdienstleiter versah seinen Dienst auf dem Stellwerk Osp im Aufsichtsgebäude am Bahnsteig. Die Spanngewichte waren neben den Gleisen angebracht.
1970 wurde das Empfangsgebäude abgetragen. Die DR legte das Kreuzungsgleis 1973 still und veränderte damit den Status eines Bahnhofs in einen Haltepunkt. Die letzte Nutzung des Kreuzungsgleises fand während der X. Weltfestspiele der Jugend und Studenten 1973 statt. Damit wurde die Möglichkeit einer Zugkreuzung und somit eines 10-Minuten-Taktes aufgegeben. Zugkreuzungen bei Verspätungen und mit Güterzügen erfolgten entweder im Bahnhof Schöneweide auf der Brücke über das Adlergestell oder in Spindlersfeld, wo das Gleis 9, das überwiegend für Güterbedienungsfahrten der Gleisanschlüsse vorgesehen war, auch mit Stromschiene ausgerüstet war. 1976 entstand ein ebenerdiger Zugang über das Gleis. Im September 1984 wurde es im Rahmen einer Oberbauerneuerung entfernt, nachdem zuvor bereits die Zugangsweichen ausgebaut wurden. Die vorerst letzte Maßnahme am Bahnhof war der Neubau der Fußgängerbrücke aus Stahl, der im Dezember 1997 abgeschlossen wurde.

### Spindlersfeld

Bahnhof Spindlersfeld mit Zug der Linie S47, 2006

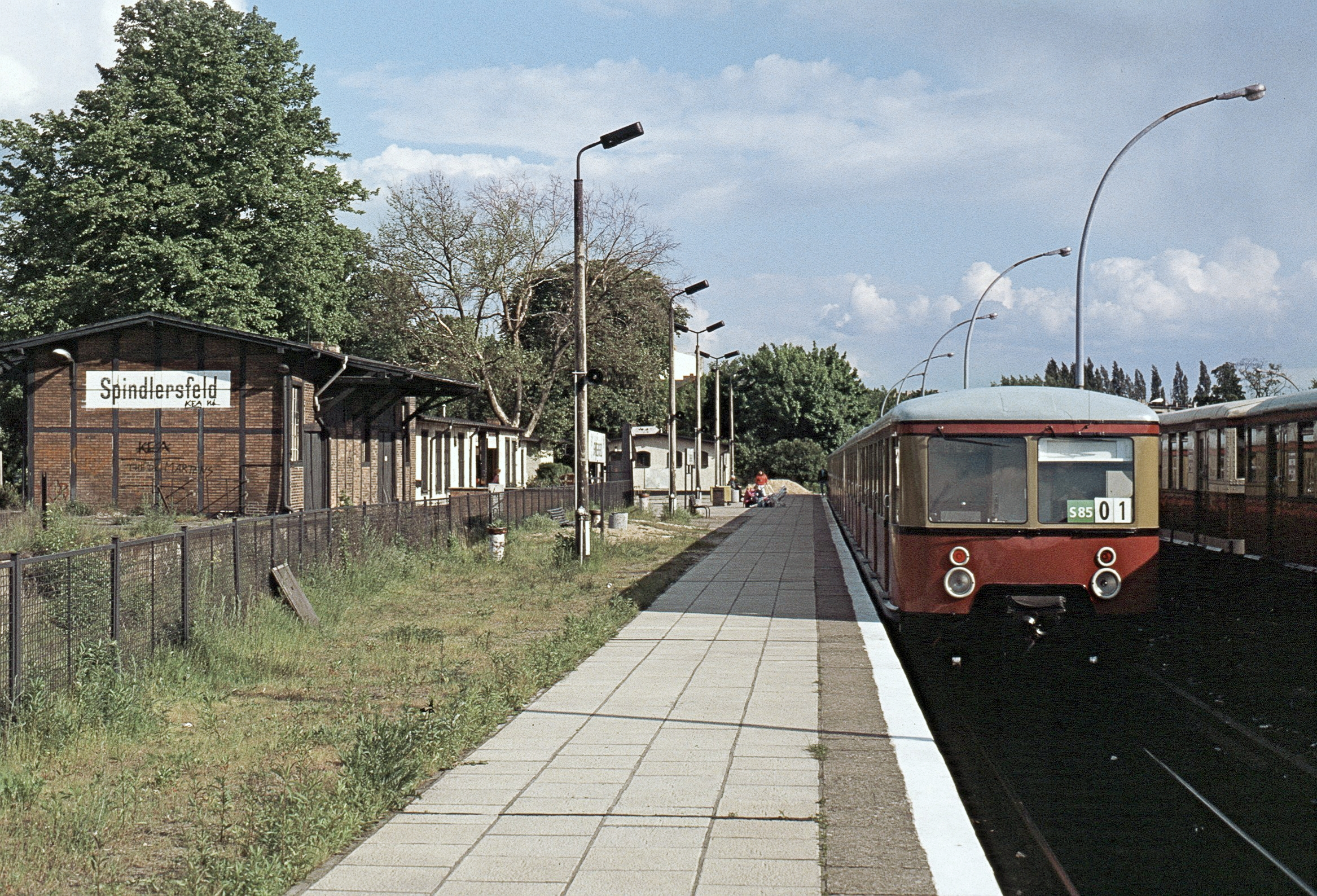
Bahnhof Spindlersfeld mit Zug der Baureihe 277, 1991

Der Endbahnhof Spindlersfeld befindet sich an der Kreuzung Oberspreestraße/Ecke Ernst-Grube-Straße. Neben dem Bahnsteig für die S-Bahn gab es auf der einen Seite eine Laderampe am Güterschuppen und eine Ladestraße. Auf der anderen Seite gab es auch eine Ladestraße für die Güterwagen des VEB Müllabfuhr, der heutigen Berliner Stadtreinigung, nachdem das Anschlussgleis zur Müllverladung stillgelegt wurde. Anschlussgleise gab es zum VEB Rewatex, ehemals Firma W. Spindler, und ab Ende der 1980er Jahre zum VEB Dampfkesselbau, später dann VEB Behälterbau. 1983 riss die DR die südliche der beiden Ladestraßen ab und legte stattdessen vier neue Gütergleise an.
1988 wurden im Zuge von Rationalisierungsmaßnahmen die mechanischen Stellwerke Spf und Swt geschlossen und in den Aufsichtsräumen am Bahnhof ein elektromechanisches Stellwerk Spf in Betrieb genommen. Der bisher durch das Wärterstellwerk Swt überwachte Bahnübergang wurde in die Signalabhängigkeit miteinbezogen. Die Formsignale wurden durch Hl-Signale ersetzt. Nach der Wende folgte die Abtragung der Anlagen für den Güterverkehr sowie des Anschlussgleises Rewatex. Heute sind neben einigen Gleisfragmenten im Boden kaum noch Erinnerungen an die frühere Bedeutung der Anlage übrig geblieben.
2006 wurde der Bahnsteig bis zur Oberspreestraße hin verschoben, wodurch sich der Umsteigeweg von der S-Bahn zur Straßenbahn nach Köpenick beziehungsweise Adlershof verkürzt. Der alte Zugang an der Ernst-Grube-Straße blieb erhalten. Das 1988 im Aufsichtsgebäude eingerichtete Stellwerk ging am 12. November 2010 außer Betrieb, der Bahnhof wurde betrieblich zu einem Haltepunkt herabgestuft. Der Bahnübergang Bernstadter Weg wird seitdem durch den Triebfahrzeugführer mittels Überwachungssignalen überwacht. Auf der gesamten Strecke ist seitdem ein Stichstreckenblock eingerichtet, zuständig ist der Fahrdienstleiter in Schöneweide.